# Macandrewia auris
Macandrewia auris är en svampdjursart som beskrevs av Lendenfeld 1907. Macandrewia auris ingår i släktet Macandrewia och familjen Macandrewiidae. Inga underarter finns listade i Catalogue of Life.